# Cầy mangut đen
Cầy mangut đen, tên khoa học Galerella nigrata, là một loài cầy mangut phân bố miền nam Namibia và tây nam Angola. Mặc dù ban đầu được mô tả như một loài riêng biệt bởi Thomas (1928), về sau được xem xét là một biến thể của loài  cầy magnut thon. Tuy nhiên, phân tích di truyền gần đây đã khẳng định phân loại loài riêng biệt.